# Intrazonal
Intrazonal ist eine Bezeichnung für Böden, die vorwiegend durch den Einfluss von Relief und Gestein gekennzeichnet sind. Beispiele sind etwa Salzböden, Kalkböden oder Grundwasserböden.
In der Geobotanik werden Gebirge als intrazonal bezeichnet, wenn sie innerhalb eines einzelnen Zonobioms liegen, etwa der Ruwenzori, der in den feuchten Tropen liegt.